# حزب دموکرات کردستان ایران
حزب دموکرات کردستان ایران (مخفف: حدکا) حزبی سیاسی و مسلح در تاریخ کردستان ایران است که در روز ۲۵ مرداد ۱۳۲۴ (برابر با ۱۶ اوت ۱۹۴۵ میلادی) توسط قاضی محمد در شهر مهاباد تأسیس شد. این حزب، علیه نظام جمهوری اسلامی ایران فعالیت می‌کند. مرکز آن در شهر اربیل مرکز کردستان عراق واقع شده‌است. دبیرکل کنونی آن مصطفی هجری است. شعار این حزب از روز نخست «دموکراسی برای ایران و خودمختاری برای کُردستان» بود اما پس از بیش از نیم‌قرن از مبارزاتش، شعار استراتژیک خود را به «تأمین حقوق ملی خلق کُرد در چهارچوب ایرانی دموکراتیک و فدرال» تغییر داد.
حزب دموکرات کردستان از سال ۱۳۶۳ به مدت چهار سال با حزب کومله وارد یک جنگ مسلحانه شد که موجب تلفات و تغییراتی در هر دو حزب شد.
بخشی از نیروهای حزب دموکرات کردستان ایران در سال ۱۳۸۵ از این حزب انشعاب کردند و با نام حزب دموکرات کردستان به فعالیت خود ادامه دادند. در سال ۱۴۰۱ پس از ۱۶ سال در هنگام خیزش ۱۴۰۱،دو حزب بار دیگر به یکدیگر پیوسته و تحت نام حزب دموکرات کردستان ایران فعالیت مشترک خود را تحت رهبری واحد تداوم بخشیدند.

## تاریخچه

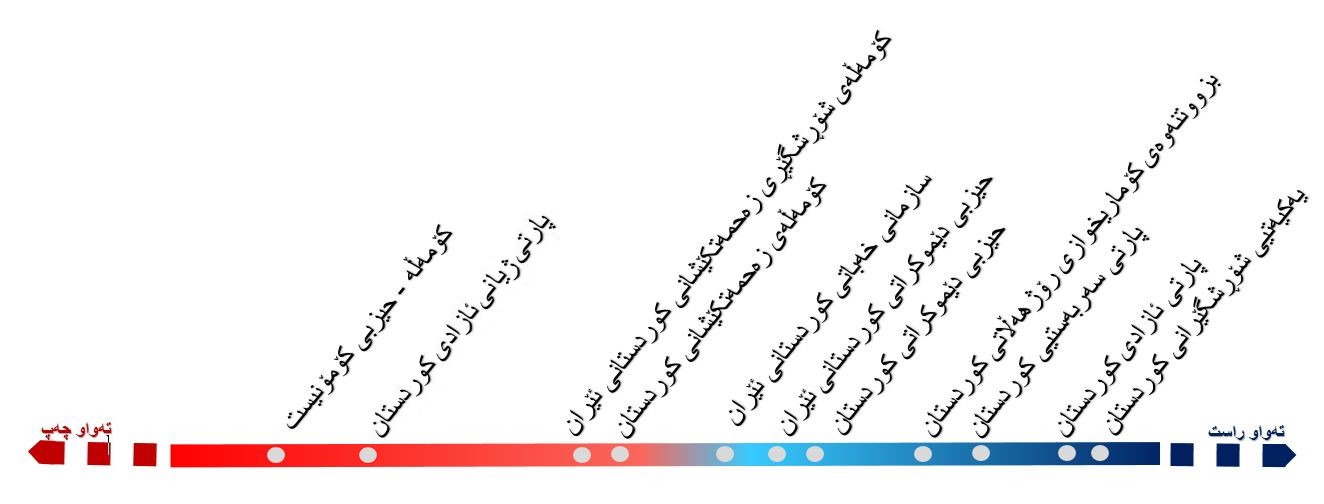
حزب دموکرات کردستان بر روی دیاگرام سیاسی (چپ / راست)

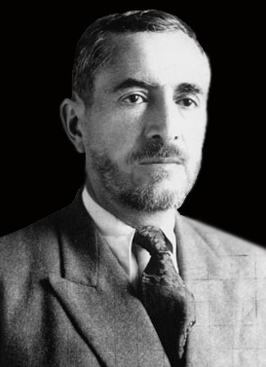
قاضی محمد مؤسس حزب دموکرات کردستان

در سپتامبر ۱۹۴۵ قاضی محمد و عده‌ای دیگر از شخصیت‌های مهم کُرد، برای ملاقات سرکنسول شوروی به تبریز دعوت شده و سپس به باکو فرستاده شدند و در آن‌جا با میرجعفر باقرف نخست‌وزیر جمهوری شوروی سوسیالیستی آذربایجان دیدار کردند. باقرف با توضیح اهمیت فرقه دموکرات آذربایجان و جایگزینی آن با حزب توده، تأکید می‌کند که کُردها نیز برای به‌دست آوردن آزادی باید همین کار را انجام دهند. او به آنها می‌گوید که جمعیت احیای کُرد، ساخته و ابزار امپریالیسم است. آن‌ها نیز به ایجاد یک حزب دموکراتیک ترغیب می‌شوند. در بازگشت از این سفر، انحلال جمعیت احیای کُرد انجام شد و بیانیه‌ای با امضای قاضی محمد و ۱۰۵ تن از سرشناسان کرد انتشار یافت. در این بیانیه تأسیس حزب دموکرات کردستان اعلام شد.

### تأسیس
حزب دموکرات کردستان روز ۲۵ مرداد ۱۳۲۴ در شهر مهاباد تأسیس شد.
بیانیه تأسیس این حزب شامل هشت بند بود:
1. مردم کرد ایران باید از آزادی و خودگردانی در اداره امور خود بهره‌مند باشند و در چارچوب مرزهای ایران، خودمختاری داشته باشند.
2. حق آموزش به زبان کردی و کاربست اداری زبان کردی باید برقرار شود.
3. انجمن ایالتی کردستان، باید بی‌درنگ، موافق با قانون اساسی (مشروطه ۱۲۸۴ خورشیدی) انتخاب شود و بر تمام امور اجتماعی و دولتی (مناطق کردستان) نظارت کند.
4. کلیه کارکنان دولت در منطقه از خود منطقه باشند.
5. قانون واحد برای کشاورزان و مالکان وضع گردد و آینده این دو طبقه تأمین شود.
6. حزب دموکرات کردستان برای تأمین وحدت و دوستی کامل در مبارزه ، با مردم آذربایجان و سایر اقوامی که در کردستان زندگی می‌کنند (آشوری‌ها، ارمنی‌ها و غیره) کوششی خاص مبذول خواهد داشت.
7. حزب دموکرات کردستان ایران به خاطر پیشرفت کشاورزی و بازرگانی و رشد فرهنگ و بهداشت و همچنین باکیفیت‌ترکردن زندگانی اقتصادی و معنوی خلق کُرد به برداشت از معادن طبیعی کردستان دست می‌آغازد و در این راه می‌کوشد.
8. ما آرزومندیم مللی که در ایران زندگی می‌کنند بتواند آزادانه در راه تأمین سعادت و پیشرفت کشور خویش بکوشند.

### جمهوری مهاباد
۶۰ روز پس از تأسیس یعنی روز ۲ بهمن ۱۳۲۴ (برابر با ۲۲ ژانویه ۱۹۴۶)، این حزب با استفاده از شرایط مناسب (اشغال ایران در جنگ جهانی دوم) و با حمایت دولت شوروی در بخشی از خاک کردستان ایران (که در اشغال شوروی بود) حکومتی به نام دولت جمهوری کردستان تشکیل داد؛ که تاریخ‌نگاران از آن به عنوان جمهوری مهاباد نام برده‌اند. علت آن این بود که پیشروی نیروهای شوروی به علت وجود نیروهای بریتانیا که از جنوب آمده بودند متوقف شد لذا سنندج و مناطق اطراف آن به‌عنوان مناطق حائل میان شوروی و بریتانیا در نظر گرفته شدند.
جمهوری مهاباد، تنها ۱۱ ماه دوام آورد و علت آن، خروج نیروهای شوروی به علت انعقاد قراردادی از جانب دولت وقت ایران با اتحاد جماهیر شوروی و بازپس‌گیری کردستان توسط نیروهای ایران بود. ارتش شاهنشاهی ایران در ۱۶ آذر ۱۳۲۵ جمهوری مهاباد را سرنگون کرد و نخستین رهبر حزب دموکرات و رئیس‌جمهور وقت جمهوری مهاباد، یعنی قاضی محمد را به همراه بسیاری دیگر (همچون حسن مازوجی) در میدان مرکزی شهر مهاباد به دار آویخت. اعدام‌های دیگری در سقز و سایر شهرها نیز صورت گرفت و همچنان ادامه دارد. سایر اعضای حزب نیز یا زندانی شدند یا موفق شدند به خارج و به ویژه به مناطق کردنشین شمال عراق بگریزند.

### حکومت پهلوی
کمتر از دو سال بعد از سقوط جمهوری مهاباد، حزب دموکرات، فعالیت سیاسی و تشکیلاتی خود را از سر گرفت و طی مدت زمان کوتاهی در بیشتر مناطق کردستان ریشه دوانید. بعد از سقوط دولت مصدق در سال ۱۹۵۳ که آزادی‌های سیاسی در سراسر ایران سرکوب گردید فعالیت حزب دموکرات کردستان نیز دچار اختلال شد. اما دو سال بعد مجدداً حزب فعالیت سیاسی و نظامی خود را به صورت مخفی از سر گرفت.
غنی بلوریان به همراه عزیز یوسفی، کریم حسامی، حسن قزلجی، سلیمان معینی، قادر شریف و دیگر فعالان کرد، کمر همت برای احیای سازمان حزب دموکرات کردستان و ازسرگیری فعالیت آن بستند. یکی از کارهای مهم بلوریان در این دوره انتشار روزنامه ریگا* به همراهی عزیز یوسفی، کریم حسامی، سلیمان معینی، حسن قزلجی و همکاری عده‌ای از جوانان کرد: جلیل گادانی، حسن رستگار، عبدالله حسن‌زاده، فتاح کاویان و قادر شریف بود. *(ریگا در کردی به معنای راه است)
در دومین کنگرهٔ حزب دموکرات کردستان ایران (۱۹۶۴)، دو بخش مهم پا گرفت، یکی کمیته مرکزی و دیگری کمیته اجرایی. در کمیته مرکزی عبدالرحمان قاسملو و افراد سیاسی فعاّل بودند و در کمیته اجرایی افرادی از قبیلِ احمد توفیق و قادر شریف که به پیش‌مرگ معروف بودند فعالیت می‌کردند که در دهه ۱۳۴۰ در کردستان  ایران و گاه عراق، حضور فعال داشتند.
دو حمله وسیع پلیسی به تشکیلات حزب دموکرات در سال‌های ۱۹۵۹ و ۱۹۶۴، ضربه سنگینی بر فعالیت حزب وارد کرد و موجب دستگیری حدود سیصد تن و فراری و مخفی شدن شمار بیشتری شد.
با این وجود این حزب به فعالیت خود ادامه داد. فعالیت حزب چنان اوج گرفت که در سال‌های ۱۹۶۷–۶۸ شماری از کادرها و اعضای حزب به مدت ۱۸ ماه دست به مبارزات مسلحانه علیه حکومت پهلوی زدند. بعد از شکست جمهوری کردستان، سطح رشد و تنزل جنبش کردها، به سطح اختلاف میان روابط ایران و عراق بستگی پیدا کرد. در آن زمان، مرکز حزب دموکرات کردستان ایران به عراق انتقال یافت. در زمان عبدالرحمان قاسملو روابط بین حزب دموکرات کردستان ایران با حزب بعث عراق با حفظ استقلال سیاسی شروع شد.

### پس از انقلاب ۱۳۵۷
به دنبال سقوط حکومت پهلوی در پی انقلاب اسلامی ایران، در بهمن ماه ۱۳۵۷ و پیش از روی کار آمدن دولت موقت، حزب دموکرات کردستان به رهبری عبدالرحمان قاسملو فعالیت آشکار خود را از سر گرفت. حزب دموکرات کردستان با درنظر گرفتن شرایط به وجود آمده در ایران، در اواخر اسفند ماه سال ۱۳۵۷ دست به شورش زد که به تلاش برخی احزاب و گروه‌های کُرد خصوصاً حزب دموکرات کردستان در ایران، غالباً در بخش‌های سنی مذهب و سکولار، علیهٔ حکومت جدید اشاره دارد که یکی از شورش‌های کُردها در ایران مدرن بوده‌است.
در ابتدا، با شروع درگیری‌ها در مریوان و سنندج، جنبش‌های کُردی اعلام کردند که در تلاش برای همراهی با حاکمیت جدید ایران، به دنبال تأکید هویت اسلامی خود و به دنبال زمینه‌های مشترک با نظام جمهوری اسلامی ایران بودند. حزب دموکرات کردستان ایران حتی به‌طور خلاصه خود را به عنوان سازمان «غیر جدایی طلب» معرفی کرد؛ و از کسانی که خواهان استقلال بودند انتقاد می‌کرد، اما با این حال خواستار استقلال سیاسی بود. در مقابل نظر نظام جمهوری اسلامی ایران این بود که هدف این احزاب، جدایی طلبی است. با این حال روابط میان کُردها و حکومت جمهوری اسلامی به سرعت رو به وخامت گذاشت.
برخی کُردهای شیعه کرمانشاه و برخی از رهبران قبیله‌ای به سمت دولت جمهوری اسلامی گرایش پیدا کرده بودند.
در آن زمان، فدائیان خلق و حکومت عراق که خواستار تضعیف قدرت روحانیون در تهران بودند، به رهبران کُرد که زیر پرچم حزب دموکراتیک کردستان ایران همکاری می‌کردند، کمک کردند. سیاست و مشی عبدالرحمان قاسملو سرانجام موجب شد تا غنی بلوریان و ۶ تن از رهبران حزب دموکرات کردستان ایران از این حزب جدا شوند. آن‌ها همچنین قاسملو را برای گرفتن کمک از بغداد در زمانی که خطر فزاینده‌ای برای ایران وجود داشته، محکوم کردند.
در حالی که در ابتدا شبه نظامیان کرد، در درجه اول از حزب دموکرات کردستان ایران، برخی از دستاوردهای ارضی در منطقه مهاباد را ساخته و نیروهای جمهوری اسلامی را از منطقه بیرون راندند و برخی از نیروهای نظامی جمهوری اسلامی را کشتند، یک حملهٔ در مقیاس بزرگ در بهار سال ۱۹۸۰ توسط سپاه پاسداران، این دوره از جنگ را معکوس کرد.

### لبیک قاسملو و حمایت از خمینی
عبدالرحمان قاسملو رهبر پیشین حزب دموکرات کردستان ایران، در جریانِ انقلاب سال ۱۳۵۷، ابتدا از این انقلاب و رهبر انقلاب یعنی سید روح‌الله خمینی حمایت می‌کرد. در همان سال در روزنامه‌های ایران، عکس‌هایی با عنوان «لبیک قاسملو به امام خمینی» چاپ شد. فایلی صوتی مربوط به سال ۱۳۵۷ که به همین نام (لبیک قاسملو به خمینی) از وی منتشر شده‌است. همچنین نامه‌هایی از قاسملو به خمینی هم در سال‌های اخیر، رسانه‌ای شده‌است.

### انشعاب در حزب
عبدالله حسن‌زاده دبیرکل قبلی حزب دموکرات کردستان ایران همراه با چندین تن از اعضای با سابقه و رهبری حزب در تاریخ ۱۶ دسامبر ۲۰۰۶ اعلام کردند که «در اعتراض به عملکردهای جناح تمامیت‌خواه به رهبری مصطفی هجری، راه خود را از راه اکثریت کمیته مرکزی منتخب کنگره سیزدهم حزب جدا و از این تاریخ به بعد با نام حزب دموکرات کردستان (حدک) که نام سابق حزب نیز هست، فعالیت خواهند کرد». عبدالله حسن‌زاده، روز پنج‌شنبه ۷ دسامبر ۲۰۰۶ به خبرگزاری فرانسه گفته‌است که انشعاب او و هم حزبی‌هایش صلح‌آمیز و بدون هرگونه درگیری انجام شده‌است. آقای حسن‌زاده که در کوی‌سنجق کردستان عراق به سر می‌برد می‌گوید: «در دو سال گذشته بحث اصلی در درون حزب، پیرامون اصلاح ساختار رهبری جمعی حزب بود و به دلیل عدم رسیدگی به خواست‌هایمان، به این نتیجه رسیدیم که این تصمیم را بگیریم». حزب دموکرات کردستان می‌گوید علت انشعاب، اختلاف بر سر مسئله رهبری حزب بود. در همین زمینه، کمیته مرکزی حزب دمکرات کردستان در اطلاعیه‌ای گفته‌است میانجی‌گری‌های حزب دموکرات کردستان عراق و اتحادیه میهنی کردستان عراق در ترغیب اکثریت کمیته مرکزی به اجرای قوانین حزب، بی‌نتیجه بوده‌است.

## ترور رهبران
تاکنون دو بار دبیرکل‌های این حزب در خارج از ایران، توسط جمهوری اسلامی ترور شده‌اند.

### ترور وین
در ۱۳ ژوئیه ۱۹۸۹ عبدالرحمان قاسلمو به همراه تنی چند از سران حزب، در وین ترور شد. قاسملو برای گفت‌وگو و مذاکره با نمایندگان جمهوری اسلامی به وین رفته بود. دقایقی پس از ورود قاسملو و همراهانش به محل برگزاری جلسه و آغاز گفت‌وگو، نمایندگان جمهوری اسلامی، با بیرون کشیدن سلاح‌های مخفی‌شدهٔ خود، هیئت مذاکره‌کننده و قاسملو را به رگبار بسته و به‌قتل رساندند.

### ترور میکونوس
در ۱۷ سپتامبر ۱۹۹۲ صادق شرفکندی به شیوهٔ مشابهی در برلین به همراه تنی دیگر از سران حزب از جمله فتاح عبدلی، همایون اردلان و مترجم آن‌ها، نوری دهکردی، در رستوران میکونوس به قتل رسید. این واقعه باعث تنش‌های زیادی در روابط حکومت جمهوری اسلامی با آلمان شد. در محاکمهٔ عاملان این ترور، یک تبعهٔ ایرانی به‌نام کاظم دارابی و یک لبنانی به‌نام عباس راحیل، به جرم قتل، به حبس ابد محکوم شدند. دو لبنانی دیگر، به‌جرم فراهم ساختن شرایط و امکانات ترور، هر یک به ۱۰ سال زندان محکوم شدند. هرچند حکومت جمهوری اسلامی هیچ‌گاه مسئولیت این ترورها را نپذیرفت اما تنی چند از عالی‌رتبه‌ترین مقامات شامل اکبر هاشمی رفسنجانی، رئیس‌جمهور و علی خامنه‌ای، رهبر این حکومت، از انجام این ترور، مطلع بودند. علی فلاحیان، وزیر اطلاعات وقت، نیز به دادگاه فراخوانده شد ولی به‌دلیل عدم حضور، مورد تعقیب پلیس بین‌الملل قرار گرفت.

## حملات نیروهای مسلح ایران به مقر حزب دمکرات کردستان ایران
مقر اصلی حزب دمکرات کردستان ایران، در سال ۱۳۷۴ به فرماندهی احمد کاظمی توپ باران شد. و پس از آن، در شهریور ۱۳۹۷ نیروی هوافضای سپاه پاسداران مقر فرماندهی حزب دمکرات کردستان ایران را با شلیک ۷ موشک کوتاه برد زمین به زمین فاتح ۱۱۰ از فاصلهٔ ۲۲۰ کیلومتری مورد هدف قرار داد که در نتیجه این حملات ۱۵ عضو این حزب کشته و بیش از ۴۰ نفر زخمی شدند. و در ۲۸ شهریور ۱۴۰۱ سپاه پاسداران، با موشک‌های زمین به زمین فتح ۳۶۰ و پهبادهای شاهد ۱۳۶ مقر حزب دمکرات کردستان ایران و چند حزب دیگر کردستان ایران را بمباران کرد که در نتیجه این حملات ۱۳ نفر کشته و ۵۸ نفر زخمی شدند. این حملات به احزاب کرد مستقر در اقلیم کردستان عراق در روزهای بعدی نیز ادامه یافت و تا ۳۰ آبان ۱۴۰۱، برخی از خبرگزاری‌ها، شمار کشته شدگان احزاب کرد در حملات ۱۴۰۱ را تا ۲۶ نفر برآورد کردند.

## رهبری تشکیلات
رهبری حزب دموکرات کردستان را کمیته مرکزی تشکیل می‌دهد که در حال حاضر ۲۳ عضو اصلی و ۱۲ عضو علی‌البدل دارد. کمیته مرکزی در بین اعضا خویش ۷ نفر را به عنوان دفتر سیاسی برمی‌گزیند که دبیرکل حزب یکی از آنان خواهد بود.
پس از روی کار آمدن مصطفی هجری در کنگرهٔ سیزدهم، این حزب در سال ۲۰۰۴ شعار خود را از «دموکراسی برای ایران، خودمختاری برای کردستان» به «ایران فدرال و دموکرات» تغییر داد. مصطفی هجری دبیرکل حزب دمکرات کردستان ایران، دومین دورهٔ انتخاب شدن جرج بوش به ریاست جمهوری آمریکا را تبریک گفت که این امر انتقادهایی را برگزید.
هجری در سخنرانی خود در کنفرانس استقلال کرد، رسماً اعلام کرد که:
«حزب دموکرات کردستان ایران هیچگاه استقلال کردستان را به عنوان یکی از اشکال حق تعیین سرنوشت نه تنها رد نکرده بلکه از آن به عنوان حق مسلم و مشروع مردم کرد در همه بخش‌های کردستان یاد کرده‌است».

## رابطه با سایر جریان‌ها
حزب دموکرات کردستان ایران در تاریخ خود با جریانات مختلفی رابطه‌های مختلفی داشته‌است. در زمان جمهوری مهاباد این حزب رابطهٔ حسنه‌ای با فرقه دموکرات آذربایجان داشت. پس از جمهوری مهاباد میان حزب دمکرات کردستان و حزب توده ایران تا کودتای ۲۸ مرداد سال ۱۳۳۲ وحدت تشکیلاتی وجود داشت.
بعد از شکست جمهوری مهاباد، سطح رشد و تنزل جنبش کردها، به سطح اختلاف میان روابط ایران و عراق بستگی پیدا کرد. در آن زمان مرکز حزب دمکرات کردستان ایران به عراق انتقال یافت. در زمان عبدالرحمان قاسملو روابط بین حزب دمکرات کردستان با حزب بعث عراق به سطح همکاری رسید و طبق اسناد ویکی‌لیکس قاسملو چندین بار با شخص صدام حسین ملاقات داشته‌است.
در دورهٔ جنگ مشترک علیه ایران این حزب گاهی با کومه‌له مشارکت‌هایی داشت اما نهایتاً به درگیری‌هایی نظامی با این سازمان کشیده شد جنگ کومله و حزب دموکرات کردستان ایران که اوج آن جنگ این دو نیرو با هم در اواسط دههٔ ۱۳۶۰ بود.

## کنگره‌ها
حزب دموکرات کردستان ایران تاکنون ۱۶ کنگره حزبی برگزار نموده‌است:
1. کنگره اول ۱۹۴۵
2. کنگره دوم ۱۹۶۴: در کردستان عراق در سال ۱۹۶۴ برگزار شد و دو بخش مهم پا گرفت، یکی کمیته مرکزی و دیگری کمیته اجرایی. در کمیته مرکزی افراد سیاسی فعال بودند و در کمیته اجرایی افرادی از قبیلِ احمد توفیق و سلیمان معینی و قادر شریف... فعالیت می‌کردند که در دهه ۱۳۴۰ در کردستان ایران و عراق، حضور فعال داشتند.
3. کنگره سوم ۱۹۷۳: در این کنگره برای نخستین بار عبدالرحمان قاسملو به دبیر اولی حزب و محمدامین سراجی و کریم حسامی، به‌عنوان مسئول دفتر سیاسی و کریم حسامی برای پست جایگزین دبیر اول حزب (دبیر دوم حزب) انتخاب شدند.
4. کنگره چهارم ۱۹۸۰: این کنگره در کردستان ایران برگزار شد.
5. کنگره پنجم ۱۹۸۱
6. کنگره ششم ۱۹۸۴
7. کنگره هفتم ۱۹۸۵
8. کنگره هشتم ۱۹۸۸
9. کنگره نهم ۱۹۹۲
10. کنگره دهم ۱۹۹۵
11. کنگره یازدهم ۱۹۹۷
12. کنگره دوازدهم ۲۰۰۰
13. کنگره سیزدهم ۲۰۰۴
14. کنگره چهاردهم ۲۰۰۸
15. کنگره پانزدهم ۲۰۱۲
16. کنگره شانزدهم ۲۰۱۸

## روابط بین‌المللی
در کنگره بیستم انترناسیونال سوسیالیست که طی روزهای ۹ تا ۱۱ سپتامبر ۱۹۹۶ در مقر سازمان ملل متحد در نیویورک برگزار شد، حزب دموکرات کردستان ایران به عنوان یکی از سه حزب ایران در انترناسیونال سوسیالیست پذیرفته شد.

## خلع سلاح
در روز ۲۸ شهریور ۱۴۰۲ برخی از خبرگزاری‌ها به نقل از شبکه المیدان‌ها، از خلع سلاح احزاب کرد ایران از جمله حزب دمکرات کردستان ایران خبر دادند. اما بسیاری از خبرگزاری‌ها، با احتیاط در این باره خبر رسانی کرده و خلع سلاح را به‌طور کامل تأیید نکردند. این خلع سلاح، به دنبال توافق‌نامه امنیتی تهران و بغداد صورت گرفت که به موجب مفاد آن، احزاب کرد ایرانی مستقر در اقلیم کردستان عراق، می‌باید که تا روز ۲۸ شهریور ۱۴۰۲ خلع سلاح و اردوگاه‌های نظامی آنان تعطیل می‌شد.

## تخلیهٔ اردوگاه نظامی پس از سه دهه
با پایان ضرب الاجل تعیین شده برای اجرای توافق‌نامه امنیتی میان ایران و عراق برای خلع سلاح احزاب مسلح کرد ایرانی مستقر در اقلیم کردستان عراق، برخی از خبرگزاری‌ها اعلام کردند که احزاب کرد ایران، اردوگاه‌های نظامی خود را تخلیه کرده‌اند. خبرگزاری دویچه وله، ۲ روز پیش از پایان ضرب الاجل، اعلام کرد که حزب دمکرات کردستان ایران پس از سه دهه، مقر اصلی خود در کویسنجق معروف به «قلعه دمکرات» را ترک کرده‌است.

## طرح اخراج از خاک عراق
سرلشکر محمد باقری رئیس ستاد کل نیروهای مسلح ایران، چند روز پس از پایان ضرب الاجل تعین شده برای خلع سلاح احزاب کرد ایران، ضمن تشکر از دولت مرکزی عراق برای اجرایی کردن بخشی از توافق‌نامه، خواهان اخراج احزاب کرد ایران از کل خاک عراق شد. او در گفتگویی تلویزیونی که در حاشیهٔ رژه نیروهای مسلح ایران در سالروز آغاز جنگ ایران و عراق داشت، گفت: «قرارمان در این بود که این گروهک‌ها ۲۸ شهریورماه به‌طور کامل خلع سلاح شده باشند. اما آنچه در این مهلت شش‌ماهه رخ داد، این بود که فقط قدری از مرزهای کشور ما فاصله گرفته‌اند. آنچه در متن قرارداد دبیران شورای عالی امنیت دو کشور آمده، کاملاً باید انجام شود. رئیس‌جمهور محترم فرمودند؛ در کل منطقه اقلیم و همه عراق، نیروهای تجزیه‌طلب تروریست مسلح نباید حضور داشته باشند. این تروریست‌ها باید به‌طور کامل خلع سلاح و از عراق اخراج شوند. رئیس‌جمهور فرمودند که نیروهای مسلح چند روزی مهلت بدهند و صبر کنند، ما برای چند روز صبر خواهیم کرد و تیم‌های ناظر را به این منطقه می‌فرستیم تا بررسی کنند که آیا این خلع سلاح به‌طور کامل انجام شده‌است یا خیر.»

## رهبران (به ترتیب زمانی)
- قاضی محمد
- احمد توفیق
- عبدالرحمان قاسملو
- صادق شرفکندی
- عبدالله حسن‌زاده
- خالد عزیزی
- مصطفی هجری